# الأميرة كريستينا في هولندا
الأميرة كريستينا في هولندا (بالإنجليزية:Princess Christina of the Netherlands) (مواليد: 18 فبراير 1947 - الوفاة 16 أغسطس 2019) شقيقة بياتريكس ملكة هولندا السابقة.

## حياتها المبكرة
الأميرة كريستينا- والتي كانت معروفة بالأميرة مارجيكي في شبابها - ولدت في 15شباط 1947، في (قصر Soestdijk, بارن (هولندا)). والداتها الأميرة جوليانا - الطفلة الوحيدة لملكة هولندا ويلهلمينا - والأميرة بيرنارد. في وقت ولادتها كانت الخامسة في ترتيب العرش بعد والدتها وشقيقاتها الثلاث: الأميرة بياتركس والأميرة ايرين والأميرة مارجريت.
لقد تم تعميدها في 9 تشرين الأول 1947 وعرابها يتضمن الملكة ويلهلمينا (جدتها لأمها)، وأختها الأكبر الأميرة بياتركس، السيد ونستون تشرشل (الذي وقف والدها بالنيابة عنه)، جدتها من الأب البارونة أرمغارد، الأمير فيليكس أمير لوكسمبورغ وابنة أخته الأميرة آن من بوربون بارما.
في 4 أيلول 1948، بعد ما يقرب من 58 عامًا، تنازلت الملكة ويلهلمينا جدة كريستينا (68 عامًا) عن العرش وتم تنصيب والدتها كملكة لمملكة هولندا في 6 ايلول 1948.

## طفولتها وتعليمها
بينما كانت والدتها حامل بها، أصيبت بالحصبة الألمانية ونتيجة لذلك ولدت كريستينا عمياء تقريبا مع العلاج الطبي والنظارات المخصصة. تحسن بصرها لدرجة انها استطاعت الالتحاق بالمدرسة وعيش حياة طبيعية نسبيا.
وفي عام 1963 توقفت عن استخدام اسمها الأول ماريا ومنذ ذلك أطلقت على نفسها فقط باسم كريستينا.وفي عام 1965 تخرجت من المدرسة الثانوية (Amersfoort Lyceum).
والتحقت بجامعة جرونينجين (Groningen) حيث درست نظرية التدريس. وفي عمر 21 انتقلت إلى كندا لدراسة الموسيقى الكلاسيكية في مدرسة الموسيقى فينست دي اندي (Vincent-d’Indy).
في المونتريال حيث درست التدريس الصوتي.

## زواجها
أثناء اقامتها في نيويورك باسم كريستينا فان اورانجي، بدأت علاقتها مع المنفى الكوبي جورجي غوليرمو.على الرغم من تغير المواقف المجتمعية، ولأن غوليرمو كان كاثوليكيا رومانيا كان لا يزال من الممكن أن يسبب هذا الزواج فضيحة عامه في هولندا مثل التي حصلت عام 1964 عندما تزوجت الأميرة ايرين شقسقة كريستينا من الأمير الكاثوليكي كارلوس هوغو من بوربون بارما ووفقا لذلك نحلت الأميرة كريستينا التي كانت التاسعة في ترتيب العرش الهولندي عن حقوقها وحقوق أحفادها في العرش وكان ذلك قبل الإعلان عن خطوبتها في عيد القديس فالنتين عام 1975. واعتنقت الكاثوليكية في عام 1992.
تزوج الثنائي في 28 يونيو عام 1975 مدنيا في بارن ثم دينيا في حفل مسكوني في كاتدارية القديس مارتن. عاشوا في نيويورك بعد زواجهم ثم انتقلوا لاحقا إلى هولندا حيث بنوا فيلا ايكنهورست في فاسينار بالقرب من لاهاي. بنى الزوجان مجموعة فنية واسعة النطاق.أنجبا ثلاثة أطفال:
- برنارد فيديركو توماس غوليرمو (مواليد 17 يونيو 1977، أوترخت) وتزوج من ايفا ماري برنز فالديس (مواليد 2 أغسطس 1979) ولديها طفلان:

1. ايزابيل كريستينا غوليرمو مواليد 13 أبريل 2009
2. جوليانا جورجي غوليرمو مواليد 21 سبتمبر 2011

- نيكولاس دانيال ماوريسيو غوليرمو (مواليد 6 يوليو 1979، أوترخت

جوليانا ادينيا أنطونيا غيرلمو (مواليد 8 أكتوبر 1981، أاوترخت) ولديها هي وزوجها تاو بودي ثلاثة أطفال:
1. كاي بودي مواليد 2014
2. نوما بودي مواليد 2016<
3. عايده بودي مواليد 2019

وبناء على طلبها، انفصل الزوجان في 25 أبريل عام 1996.

## وفاتها
توفيت بمرض سرطان العظام عن 72 عاما.